# Berkout (combinaison spatiale)
Pour les articles homonymes, voir Berkut.
Ne doit pas être confondu avec HK Berkout Kiev, Soukhoï Su-47 Berkut ou Berkout.

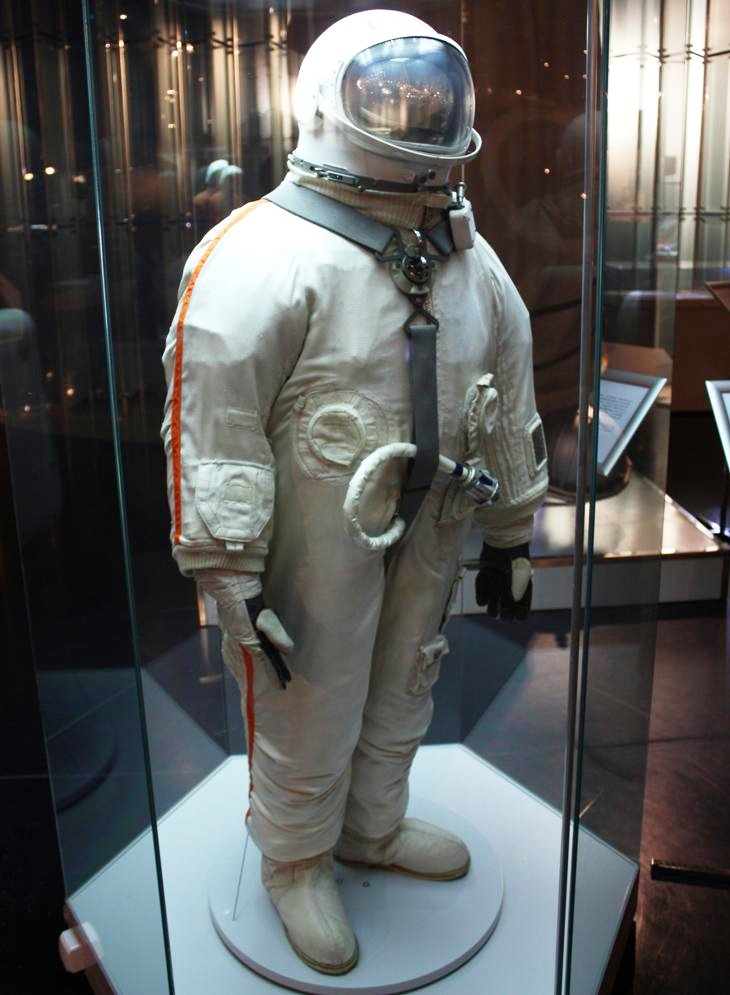
Combinaison spatiale Berkout

Berkout (Беркут en russe signifie « aigle royal ») est une combinaison spatiale qui a été développée pour effectuer une sortie extravéhiculaire durant la mission Voskhod 2. Elle est conçue par l'équipementier russe Zvezda au début de l'année 1964. La combinaison Berkout n'a été utilisée qu'une seule fois.

## Présentation
Alexei Leonov réalisa le 18 mars 1965 la première sortie extra-véhiculaire de l'histoire avec la combinaison Berkout. Celle-ci était une version modifiée de la combinaison Sokol-1 utilisée sur Vostok. Le sac porté sur le dos du cosmonaute fournit de l'oxygène durant 45 minutes à la fois pour la respiration et le système de refroidissement. La pression de la combinaison est fixée à 0,406 bar ou à 0,274 bar. Une soupape de sécurité permettait dans l'espace d'évacuer la chaleur, l'humidité et le dioxyde de carbone expiré. Leonov est resté 23 minutes 41 secondes dans l'espace en dehors du vaisseau Volga et s'en est écarté pendant 12 minutes 9 secondes attaché par un câble de 5,35 m. La combinaison de Leonov avait gonflé pendant sa sortie extra-véhiculaire, rendant ses mouvements très difficiles, si bien qu'il ne pouvait atteindre par exemple le déclencheur de son appareil photographique situé sur sa poitrine. Pour retourner dans le module Volga, il dut réduire rapidement la pression de sa combinaison afin de pouvoir se plier. Leonov dira plus tard qu'il transpirait également beaucoup dans sa combinaison.